# Sint-Jozefkapel (Eizeringen)
De Sint-Jozefkapel is een kapel die zich bevindt in Eizeringen, een deelgemeente van Lennik. De kapel ligt binnen de muren van de Congregatie van de Dochters van de Heilige Jozef en grenst met de achtergevel aan de Carnaalstraat. Het gebouwtje werd opgericht in 1871.
De neogotische kapel is opgetrokken in baksteen en toegewijd aan de Heilige Jozef. De kapel met puntgevel wordt bekroond door een lessenaarsdak. Boven de opening die toegang geeft tot het portaal rust een houten balk waarboven zich een spitsboogvormig venster bevindt. De sluitsteen van het gevelvlak draagt het opschrift ’23-9-71’. Boven de ingang hangt een zinken dak, gedragen door een ijzeren smeedwerk.
In de kapel ligt een zwart-witte vloer van plaveien. De muren zijn gecementeerd in de vorm van grote betonnen stenen en de vijfhoekige zoldering is afgewerkt met hout. Centraal staat op een verhoog een gipsen witgeverfd beeld van Sint-Jozef. Met zijn rechterhand houdt de heilige het kindje Jezus vast, terwijl hij in zijn linkerhand een lelietak draagt. Jezus draagt in zijn rechterhand een wereldbol en in zijn linkerhand een kruis.
Voor de kapel ligt een arduinen steen en een bakstenen oppervlakte, aangelegd in visgraatvorm, waarop een houten zitbank staat.